# Ministeri d'Educació, Cultura, Esports, Ciència i Tecnologia del Japó
El Ministeri d'Educació, Cultura, Esports, Ciència i Tecnologia (文 部 科学 省 Monbu-kagakushō), també conegut com a MEXT o Monkashō, és un dels ministeris del govern del Japó.
En l'era Meiji el govern japonès va crear el primer Ministeri d'educació en 1871.
El govern japonès centralitza l'educació, i és dirigida per una burocràcia estatal que regula la majoria dels aspectes dels processos d'educació japonesos. La llei d'educació japonesa requereix a les escoles que usin llibres de textos que segueixin un model curricular definit pel ministeri, excepte per algunes excepcions.
El gener de 2001, l'antic Monbushō (Ministeri d'Educació japonès) i l'antic Ministeri de Ciència i Tecnologia (科学 技术 庁 Kagaku-Gijutsuchō?) es van fusionar en l'actual MEXT.
MEXT és dirigit per un ministre, que és membre del gabinet del Japó i és elegit pel primer ministre del Japó, generalment de la dieta del Japó. El lloc està actualment ocupat per Yoshiaki Takaki.
MEXT és un dels tres ministeris que segueixen el JET Programme. Aquest també ofereix les beques Monbukagakusho, també conegudes com a MEXT o beques Monbushō.